# Sphaerolaimus caspius
Sphaerolaimus caspius is een rondwormensoort uit de familie van de Sphaerolaimidae. De wetenschappelijke naam van de soort is voor het eerst geldig gepubliceerd in 1980 door Chesunov.